# TurboExpress
TurboExpress znana też jako PC Engine GT i TurboExpress Handheld Entertainment System – 8-bitowa przenośna konsola gier wideo wyprodukowana w 1990 roku przez przedsiębiorstwo NEC i wydana w tym samym roku w Japonii i USA.  Była konkurentem konsol Nintendo Game Boy, Sega Game Gear i Atari Lynx. Ze względu na wysoką cenę i małą bibliotekę gier konsola okazała się porażką i została wycofana z produkcji w 1994 roku, nie doczekawszy się następcy.

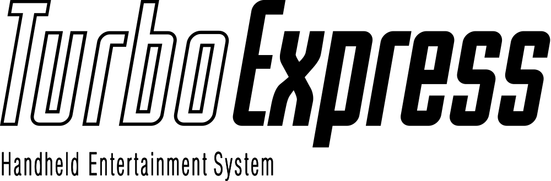
Logo konsol

## Historia
Urządzenie wydano w grudniu tego samego roku w Japonii i USA. Konsola w odróżnieniu od konkurencji miała duże możliwości multimedialne w tym m.in. współpracę z tunerem TV. Konsola była również znacznie potężniejsza od innych urządzeń na rynku, choć w konsekwencji tego była również wyraźnie droższa. Urządzenie okazało się być porażką i zostało wycofane z produkcji w 1994 roku, nie doczekawszy się następcy.